# Svjetsko prvenstvo u rukometu – Tunis 2005.
Svjetsko prvenstvo u rukometu 2005. održano je u Tunisu između 23. siječnja i 23. veljače. 
Zlato su osvojili Španjolci koji su u finalu pobijedili Hrvatsku 40:34, dok su u utakmici za 3. mjesto Francuzi bili bolji od Tunižana s 26:25.

## Utakmice po skupinama

### Grupa A
| 1. kolo, 23. siječnja                                                    | 2. kolo, 25. siječnja                                                    | 3. kolo, 26. siječnja                                                    |
| ------------------------------------------------------------------------ | ------------------------------------------------------------------------ | ------------------------------------------------------------------------ |
| - Tunis - Angola 39:23 - Francuska - Kanada 44:16 - Danska - Grčka 27:23 | - Grčka - Francuska 20:19 - Tunis - Kanada 42:20 - Danska - Angola 47:19 | - Grčka - Angola 26:21 - Francuska - Tunis 26:26 - Danska - Kanada 52:18 |
| 4. kolo, 28. siječnja                                                    | 5. kolo, 29. siječnja                                                    |                                                                          |
| - Grčka - Kanada 36:23 - Tunis - Danska 25:22 - Francuska - Angola 40:18 | - Angola - Kanada 27:26 - Tunis - Grčka 27:27 - Francuska - Danska 32:26 |                                                                          |

| Tablica   | Tablica | Tablica | Tablica | Tablica | Tablica | Tablica |
| --------- | ------- | ------- | ------- | ------- | ------- | ------- |
| Tunis     | 5       | 3       | 2       | 0       | 159:108 | 8       |
| Grčka     | 5       | 3       | 1       | 1       | 132:117 | 7       |
| Francuska | 5       | 3       | 1       | 1       | 161:106 | 7       |
| Danska    | 5       | 3       | 0       | 2       | 174:117 | 6       |
| Angola    | 5       | 1       | 0       | 4       | 108:178 | 2       |
| Kanada    | 5       | 0       | 0       | 5       | 103:201 | 0       |

### Grupa B
| 1. kolo, 23. siječnja                                                    | 2. kolo, 25. siječnja                                                    | 3. kolo, 26. siječnja                                                    |
| ------------------------------------------------------------------------ | ------------------------------------------------------------------------ | ------------------------------------------------------------------------ |
| - Češka - Island 34:34 - Rusija - Alžir 28:22 - Slovenija - Kuvajt 34:17 | - Rusija - Kuvajt 38:11 - Češka - Alžir 29:29 - Slovenija - Island 34:33 | - Slovenija - Alžir 33:28 - Rusija - Češka 25:21 - Island - Kuvajt 31:22 |
| 4. kolo, 28. siječnja                                                    | 5. kolo, 29. siječnja                                                    |                                                                          |
| - Rusija - Island 29:22 - Češka - Slovenija 28:26 - Alžir - Kuvajt 34:29 | - Island - Alžir 34:25 - Češka - Kuvajt 33:22 - Rusija - Slovenija 31:27 |                                                                          |

| Tablica   | Tablica | Tablica | Tablica | Tablica | Tablica | Tablica |
| --------- | ------- | ------- | ------- | ------- | ------- | ------- |
| Rusija    | 5       | 5       | 0       | 0       | 151:103 | 10      |
| Češka     | 5       | 2       | 2       | 1       | 145:136 | 6       |
| Slovenija | 5       | 3       | 0       | 2       | 154:137 | 6       |
| Island    | 5       | 2       | 1       | 2       | 154:144 | 5       |
| Alžir     | 5       | 1       | 1       | 3       | 138:153 | 3       |
| Kuvajt    | 5       | 0       | 0       | 5       | 101:170 | 0       |

### Grupa C
| Tablica    | Tablica | Tablica | Tablica | Tablica | Tablica | Tablica |
| ---------- | ------- | ------- | ------- | ------- | ------- | ------- |
| Hrvatska   | 5       | 5       | 0       | 0       | 169:124 | 10      |
| Španjolska | 5       | 4       | 0       | 1       | 191:128 | 8       |
| Švedska    | 5       | 3       | 0       | 2       | 164:118 | 6       |
| Japan      | 5       | 2       | 0       | 3       | 121:151 | 4       |
| Argentina  | 5       | 1       | 0       | 4       | 133:141 | 2       |
| Australija | 5       | 0       | 0       | 5       | 85:201  | 0       |

### Grupa D
| Tablica            | Tablica | Tablica | Tablica | Tablica | Tablica | Tablica |
| ------------------ | ------- | ------- | ------- | ------- | ------- | ------- |
| Srbija i Crna Gora | 5       | 4       | 0       | 1       | 139:117 | 8       |
| Norveška           | 5       | 3       | 1       | 1       | 142:105 | 7       |
| Njemačka           | 5       | 3       | 1       | 1       | 149:115 | 7       |
| Egipat             | 4       | 3       | 0       | 1       | 104:99  | 6       |
| Brazil             | 5       | 1       | 0       | 4       | 104:146 | 2       |
| Katar              | 5       | 0       | 0       | 5       | 117:168 | 0       |

## Doigravanje
| Tablica   | Tablica | Tablica | Tablica | Tablica | Tablica | Tablica |
| --------- | ------- | ------- | ------- | ------- | ------- | ------- |
| Tunis     | 5       | 2       | 3       | 0       | 150:128 | 7       |
| Francuska | 5       | 2       | 2       | 1       | 127:120 | 6       |
| Grčka     | 5       | 2       | 1       | 2       | 134:138 | 5       |
| Slovenija | 5       | 1       | 2       | 2       | 142:140 | 4       |
| Rusija    | 5       | 2       | 0       | 3       | 126:137 | 4       |
| Češka     | 5       | 2       | 0       | 3       | 131:147 | 4       |

| Tablica    | Tablica | Tablica | Tablica | Tablica | Tablica | Tablica |
| ---------- | ------- | ------- | ------- | ------- | ------- | ------- |
| Hrvatska   | 5       | 4       | 0       | 1       | 139:135 | 8       |
| Španjolska | 5       | 3       | 1       | 1       | 155:139 | 7       |
| SiCG       | 5       | 2       | 2       | 1       | 127:125 | 6       |
| Norveška   | 5       | 2       | 1       | 2       | 137:139 | 5       |
| Njemačka   | 5       | 1       | 1       | 3       | 132:135 | 3       |
| Švedska    | 5       | 0       | 1       | 4       | 132:148 | 1       |

## Razigravanje za poredak
| Za 11. mjesto | Slovenija - Švedska | 29:32                    |
| Za 9. mjesto  | Češka - Njemačka    | 34:39 (after extra time) |
| Za 7. mjesto  | Rusija - Norveška   | 27:30                    |
| Za 5. mjesto  | Grčka - SiCG        | 26:37                    |

## Finalne utakmice
- Polufinale

Španjolska - Tunis 33:30

Hrvatska - Francuska 35:32
- Za 3. mjesto

Francuska - Tunis 26:25
- Finale

Španjolska - Hrvatska 40:34